# Armand Lurville
Armand Barouch Josephson dit Armand Lurville ou Lurvile, né le 21 mars 1875 dans le 10e arrondissement de Paris et mort le 26 septembre 1955 dans le même arrondissement, est un acteur français de théâtre et de cinéma.

## Biographie
Sous le nom de scène d'Armand Lurville, il contribue à vingt-deux films muets français sortis à partir de 1909 (dont de nombreux courts métrages). Le dernier est La Passion de Jeanne d'Arc de Carl Theodor Dreyer, sorti en 1928, avec Renée Falconetti dans le rôle-titre.
Puis il apparaît dans trente-cinq films parlants de 1930 à 1948, dont Pasteur de Sacha Guitry (1935, avec le réalisateur dans le rôle-titre), Hôtel du Nord de Marcel Carné (1938, avec Arletty, Louis Jouvet, Annabella et Jean-Pierre Aumont), ou encore Un revenant de Christian-Jaque (1946, avec Louis Jouvet et Gaby Morlay). Il revient une ultime fois à l'écran avec un petit rôle dans Gervaise de René Clément (avec Maria Schell, François Périer et Suzy Delair), sorti en septembre 1956, l'année suivant sa mort intervenue pendant le tournage.
Armand Lurville est également actif au théâtre, où il a notamment comme partenaires Jules Berry, André Lefaur, Jacques Louvigny, Elvire Popesco et Françoise Rosay. Mentionnons La Dame aux camélias d'Alexandre Dumas fils, représentée au Théâtre des Célestins (Lyon) en 1940, avec Edwige Feuillère et Pierre Richard-Willm (à noter qu'il avait déjà participé à une adaptation à l'écran en 1934 du roman éponyme). Citons aussi la comédie musicale La Dame en décolleté, sur une musique de Maurice Yvain, jouée au Théâtre des Bouffes-Parisiens en 1923, avec Dranem et Jean Gabin.

## Filmographie
(a priori complète)
- 1909 : Les Vacances de Pâques d'un caissier de Maurice de Féraudy et Victorin-Hippolyte Jasset
- 1909 : Dansons la cachucha de Maurice de Féraudy
- 1911 : Le Mariage aux épingles de Georges Monca
- 1911 : Rigadin veut mourir de Georges Monca
- 1911 : Un monsieur qui a un tic d'Albert Capellani
- 1911 : Rigadin cambrioleur de Georges Monca
- 1911 : Le Feu au couvent de Gaston Benoît et Georges Monca
- 1911 : Le Nez de Rigadin de Georges Monca
- 1912 : Rigadin poète de Georges Monca
- 1912 : Les Maladresses de Rigadin de Georges Monca
- 1912 : Le Bossu d'André Heuzé
- 1912 : Rigadin, garçon de banque de Georges Monca
- 1913 : Le Dindon de Marcel Simon
- 1913 : Ferdinand le noceur de Georges Monca
- 1913 : Trois Femmes pour un mari de Charles Prince
- 1913 : Rigadin fait un riche mariage de Georges Monca (court métrage)
- 1914 : Sans famille de Georges Monca
- 1914 : Vénus enlevée par Rigadin de Georges Monca
- 1914 : Rigadin reçoit deux jeunes mariés de Georges Monca
- 1914 : L'Infirmière d'Henri Pouctal
- 1914 : La Puce à l'oreille de Marcel Simon
- 1915 : La Marmotte de Marcel Simon
- 1916 : L'Hôtel du libre échange de Marcel Simon
- 1918 : Rigadin a fait un riche mariage de Georges Monca
- 1920 : Une nuit de noces de Marcel Simon
- 1928 : La Passion de Jeanne d'Arc de Carl Theodor Dreyer
- 1930 : Hai-Tang de Richard Eichberg et Jean Kemm [2]
- 1931 : Rien que la vérité de René Guissart
- 1931 : Quand te tues-tu ? de Roger Capellani
- 1932 : La Couturière de Lunéville d'Harry Lachman
- 1932 : Ah ! Quelle gare ! de René Guissart
- 1932 : Les Nuits de Port-Saïd de Léo Mittler
- 1932 : Avec l'assurance de Roger Capellani
- 1932 : La Perle de René Guissart
- 1933 : Rien que des mensonges de Karl Anton
- 1934 : La Dame aux camélias de Fernand Rivers et Abel Gance
- 1935 : Baccara d'Yves Mirande
- 1935 : L'Héritier du Bal Tabarin de Jean Kemm
- 1935 : Moïse et Salomon parfumeurs d'André Hugon : Samuel
- 1935 : Napoléon Bonaparte ou Napoléon vu et entendu par Abel Gance d'Abel Gance[3]
- 1935 : Le Chemineau de Fernand Rivers
- 1935 : Pasteur de Sacha Guitry
- 1935 : Debout là-dedans ! d'Henri Wulschleger
- 1936 : Hélène de Jean Benoît-Lévy et Marie Epstein
- 1936 : Bach détective de René Pujol
- 1936 : Messieurs les ronds-de-cuir d'Yves Mirande
- 1936 : Les Mariages de Mademoiselle Lévy d'André Hugon
- 1936 : Les Deux Gosses de Fernand Rivers
- 1936 : Ménilmontant de René Guissart
- 1937 : Trois Artilleurs au pensionnat de René Pujol
- 1937 : Une petite fortune d'Yves Mirande (court métrage)
- 1938 : Quatre Heures du matin de Fernand Rivers
- 1938 : La Goualeuse de Fernand Rivers
- 1938 : Hôtel du Nord de Marcel Carné
- 1938 : Mollenard de Robert Siodmak
- 1940 : Bach en correctionnelle de Henry Wulschleger
- 1941 : L'Embuscade de Fernand Rivers
- 1946 : Le Capitan de Robert Vernay
- 1946 : Un revenant de Christian-Jaque
- 1948 : Ruy Blas de Pierre Billon
- 1948 : Si jeunesse savait d'André Cerf
- 1956 : Gervaise de René Clément

## Théâtre (sélection)
(pièces représentées à Paris, sauf mention contraire)
- 1912 : Les Phares Soubigou de Tristan Bernard (Comédie-Royale)
- 1913 : Les Deux Canards de Tristan Bernard, avec Pierre Palau (Théâtre du Palais-Royal)
- 1923 : La Dame en décolleté, comédie musicale, musique de Maurice Yvain, livret d'Yves Mirande et Lucien Boyer, avec Lucien Baroux, Dranem, Jean Gabin, Suzette O'Nil (Théâtre des Bouffes-Parisiens)
- 1924 : La Grande Duchesse et le Garçon d'étage d'Alfred Savoir, mise en scène de Charlotte Lysès, avec Jules Berry, Jean Debucourt, Charlotte Lysès, René Worms (Théâtre de l'Avenue)
- 1924 : Pile ou Face de Louis Verneuil, avec André Lefaur, Elvire Popesco, Louis Verneuil (Théâtre Antoine)
- 1929 : La Fugue d'Henri Duvernois, avec Suzanne Dantès, André Dubosc, Victor Francen (Théâtre Saint-Georges)
- 1930 : Donogoo ou Donogoo Tonka de Jules Romains, mise en scène de Louis Jouvet, avec Jean d'Yd, Robert Le Vigan, Jacques Louvigny, Paul Ville (Théâtre Pigalle)
- 1933 : Tovaritch de (et mise en scène par) Jacques Deval, avec Paul Escoffier, André Lefaur, Jean Marconi, Elvire Popesco, Marcel Simon (Théâtre de Paris)
- 1936 : Le Guéridon Empire de Rip, musique de scène de Maurice Yvain et Claude Pingault, mise en scène d'Edmond Roze, avec Roland Armontel, Jacqueline Francell, Jacques Louvigny, Nina Myral (Comédie des Champs-Élysées)
- 1940 : La Dame aux camélias d'Alexandre Dumas fils, avec Jean Coquelin, Edwige Feuillère, Germaine Kerjean, Germaine Michel, Aimé Simon-Girard, Pierre Richard-Willm (Théâtre des Célestins à Lyon)
- 1940 : Le Rosaire, adaptation par André Bisson du roman The Rosary de Florence L. Barclay, avec Henri Bosc, Jean Coquelin, Robert Lynen, Germaine Michel, Pierre Richard-Willm, Françoise Rosay (Théâtre des Célestins à Lyon)
- 1950 : Ce soir à Samarcande de Jacques Deval, mise en scène de Jean Darcante, décors et costumes de Georges Douking, avec Roland Bailly, Paul Bernard, Jean Brochard, Abel Jacquin, Sophie Leclair (Théâtre de la Renaissance ; production reprise au Théâtre des Célestins à Lyon en 1952)

## Distinctions
- Chevalier de la Légion d'Honneur (décret du 6 avril 1930 au titre du ministère de l'Instruction publique). Parrain : l'acteur Eugène Silvain de la Comédie-Française.
- Officier de la Légion d'Honneur (décret du 17 septembre 1953 au titre du ministère du Travail et de la Sécurité sociale). Parrain : l'acteur Gaston Séverin.